# 碁石ケ峰県立自然公園

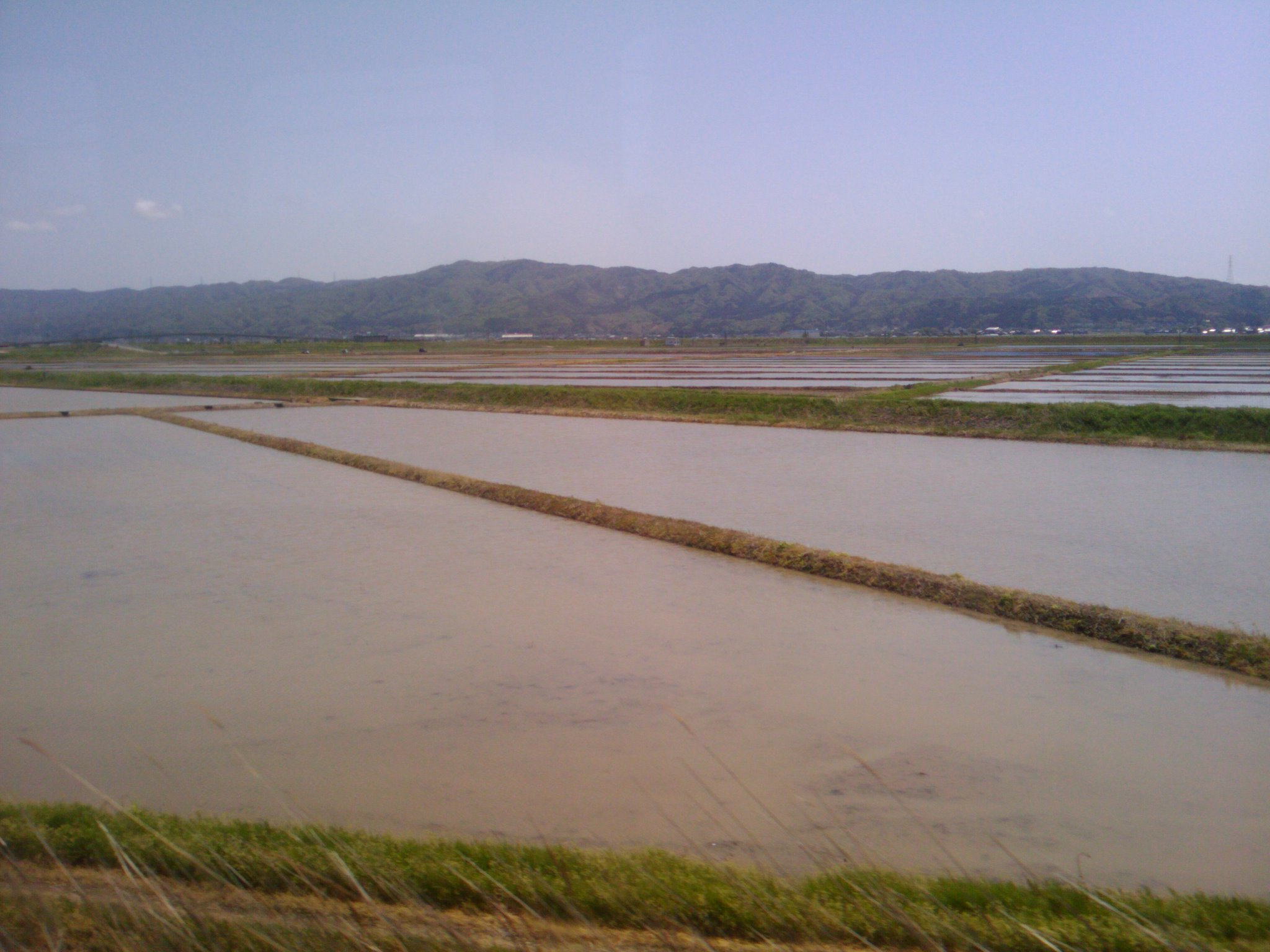
碁石ヶ峰の遠景

碁石ケ峰県立自然公園（ごいしがみねけんりつしぜんこうえん）は、石川県の県立自然公園。鹿島郡中能登町と羽咋市にまたがる。

## 概要
石川県北部の能登半島の基部にある宝達丘陵のうち碁石ヶ峰から石動山付近までの山稜、山麓一帯からなる自然公園である。1970年（昭和45年）6月1日に石川県で3番目の県立自然公園として指定された。指定地域の面積は2,586haである。なお、石動山（565m）周辺は能登半島国定公園に含まれている。
石動山から碁石ヶ峰までの山地帯は邑知潟地溝帯に沿って断層崖を形成しているが、ところどころで地すべりによる台地状の地形がみられ、その台地上にできた池沼と相まって高原のような景観を呈している。碁石ヶ峰は山頂付近まで車で行くことが可能であるが、原山大池を起点に碁石ヶ峰山頂を通る自然歩道が整備されており、1周約1時間で歩くことができる。また「あいの風」と呼ばれる独特の強い風を利用した碁石ヶ峰風力発電所があり、その見晴台からは七尾湾から富山湾、北アルプス立山連峰を望むことができる。

## 地理

### 山岳
- 碁石ヶ峰（461m）
- 宝達丘陵

### 河川
- 長曽川 - 富山県との県境である荒山峠（標高386m）を水源に邑知潟に注ぐ川。羽咋川（二級水系）の邑知潟より上流の名称[7]。
- 原山大池 - 釣り、ボート、キャンプなどを楽しむことができる[8]。
- 不動滝

## 観光地

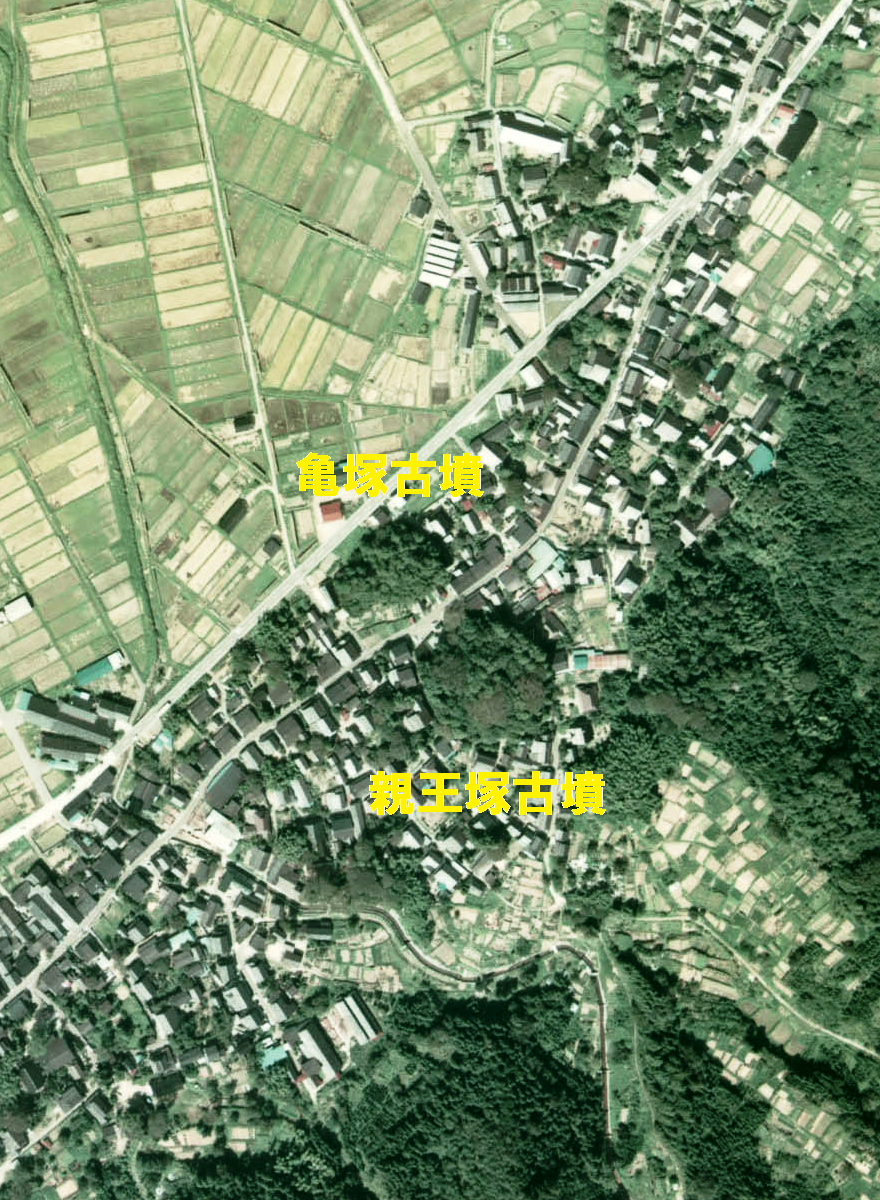
小田中親王塚古墳（円墳）、亀塚古墳（前方後方墳）（1975年）。

- 小田中親王塚古墳 - 4世紀後半から末期に造営された古墳。三角縁神獣鏡が出土している。崇神天皇の皇子大入杵命の墓とされる[9][10]。旧・御祖村の名はこの古墳に由来する。
- 碁石ヶ峰風力発電所
- 石川県立鹿島少年自然の家

## アクセス
原山大池まで
- JR七尾線能登部駅から車で20分
- 国道159号高畠交差点から車で15分、徒歩1時間

```
碁石ヶ峰を護る会HP

http://goishigamine2.web.fc2.com/
```

## 関連市町村
- 鹿島郡中能登町（旧・鹿島町）
- 羽咋市